# HD 584
HD 584，又名BD+56 11，SAO 21162、HR 28，是一颗恒星，视星等为6.74，位于銀經117.38，銀緯-5.26，其B1900.0坐标为赤經0h 5m 15s，赤緯+56° -5.26′ 32″。